# Private Division
Private Division is een Amerikaans computerspeluitgever gevestigd in New York. Het bedrijf werd in 2017 opgericht door Take-Two Interactive en focust zich op het financieren en uitgeven van spellen ontwikkeld door onafhankelijke kleine en middelgrote studio's. Private Division is het derde uitgeverslabel van Take-Two, naast Rockstar Games en 2K Games.

## Uitgegeven spellen
| Release | Titel                                  | Ontwikkelaar           | Platform                                          |
| ------- | -------------------------------------- | ---------------------- | ------------------------------------------------- |
| 2018    | Kerbal Space Program: Enhanced Edition | BlitWorks, Squad       | PlayStation 4, Xbox One                           |
| 2019    | Ancestors: The Humankind Odyssey       | Panache Digital Games  | PlayStation 4, Windows, Xbox One                  |
| 2019    | The Outer Worlds                       | Obsidian Entertainment | Nintendo Switch, PlayStation 4, Windows, Xbox One |
| 2020    | Disintegration                         | V1 Interactive         | PlayStation 4, Windows, Xbox One                  |
| 2022    | Kerbal Space Program 2                 | Intercept Games        | PlayStation 4, pc, Xbox One                       |